# Opsiphanes cassiae
Espèce
Opsiphanes cassiae est une espèce d'insectes lépidoptères (papillons) qui appartient à la famille des nymphalidés, sous-famille des Morphinae, à la tribu des Brassolini, sous-tribu des Brassolina et au genre Opsiphanes.

## Historique et dénomination
L'espèce Opsiphanes cassiae a été décrite par le naturaliste suédois Carl von Linné en 1758 sous le nom initial de Papilio cassiae.

### Noms vernaculaires
Opsiphanes cassiae se nomme Cassia's Owlet et Opsiphanes cassiae mexicana Cassia's Owl-Butterfly en anglais,,.

## Taxinomie
Sous-espèces
- Opsiphanes cassiae cassiae présent au Brésil, au Surinam, en Guyana et en Guyane.
- Opsiphanes cassiae crameri C. & R. Felder, 1862; présent au Brésil
- Opsiphanes cassiae castaneus Stichel, 1904 présent à Panama.
- Opsiphanes cassiae kleisthenes Fruhstorfer, 1912; présent en Colombie
- Opsiphanes cassiae mexicana Bristow, 1991; présent au Mexique
- Opsiphanes cassiae rubigatus Stichel, 1904; présent en Équateur.
- Opsiphanes cassiae strophios Fruhstorfer, 1907; présent en Colombie et en Bolivie.

## Description
Opsiphanes cassiae est un grand papillon d'une envergure d'environ 84 mm à bord externe des ailes antérieures concave. Le dessus des ailes est de couleur marron avec aux ailes antérieures une barre jaune orange de la moitié du bord costal à l'angle interne.
Le revers est marron marbré avec des ocelles noirs.

### Chenille
La chenille est verte, bifide à tête rose couronnée de courtes cornes.

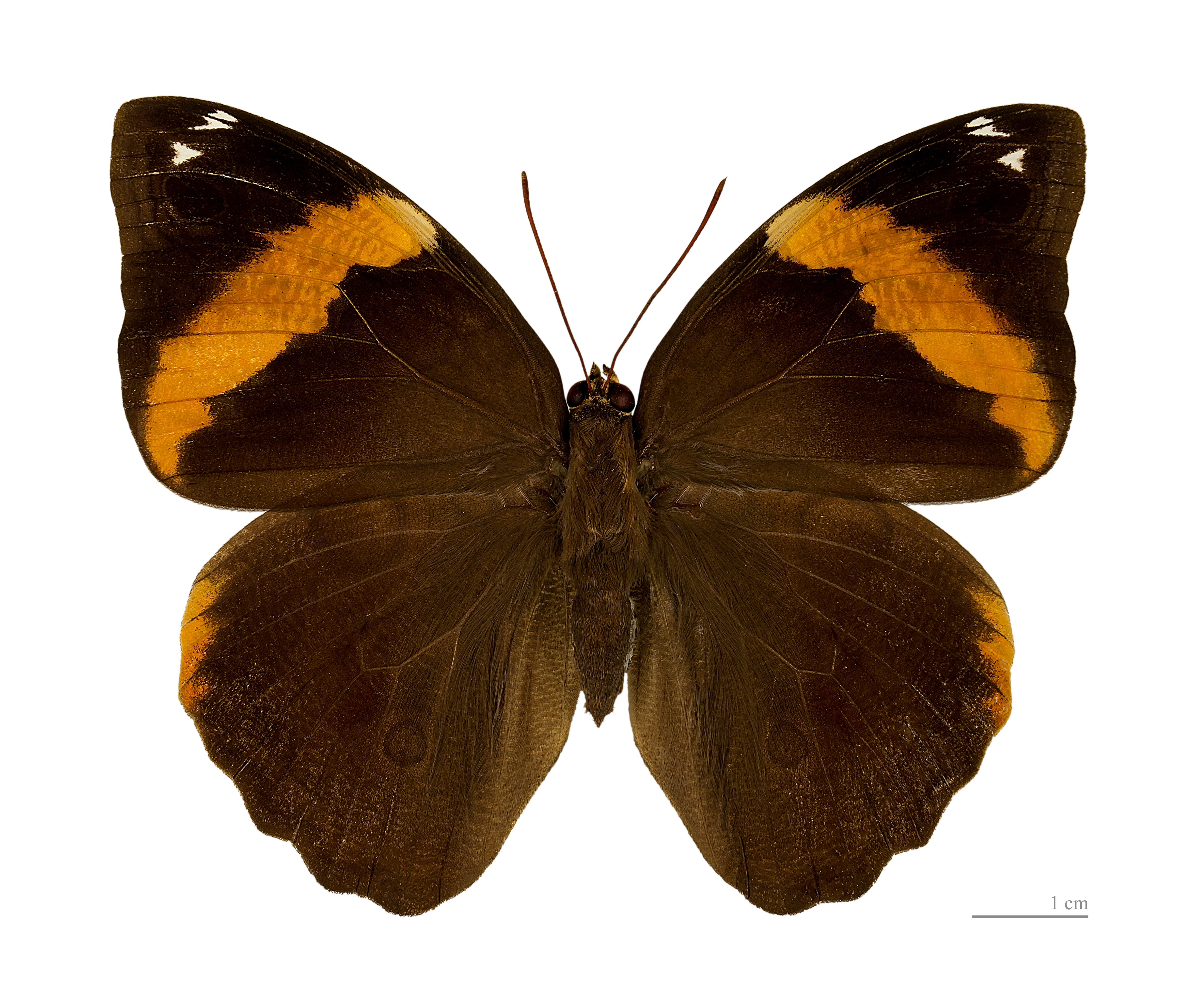
Femelle face dorsale
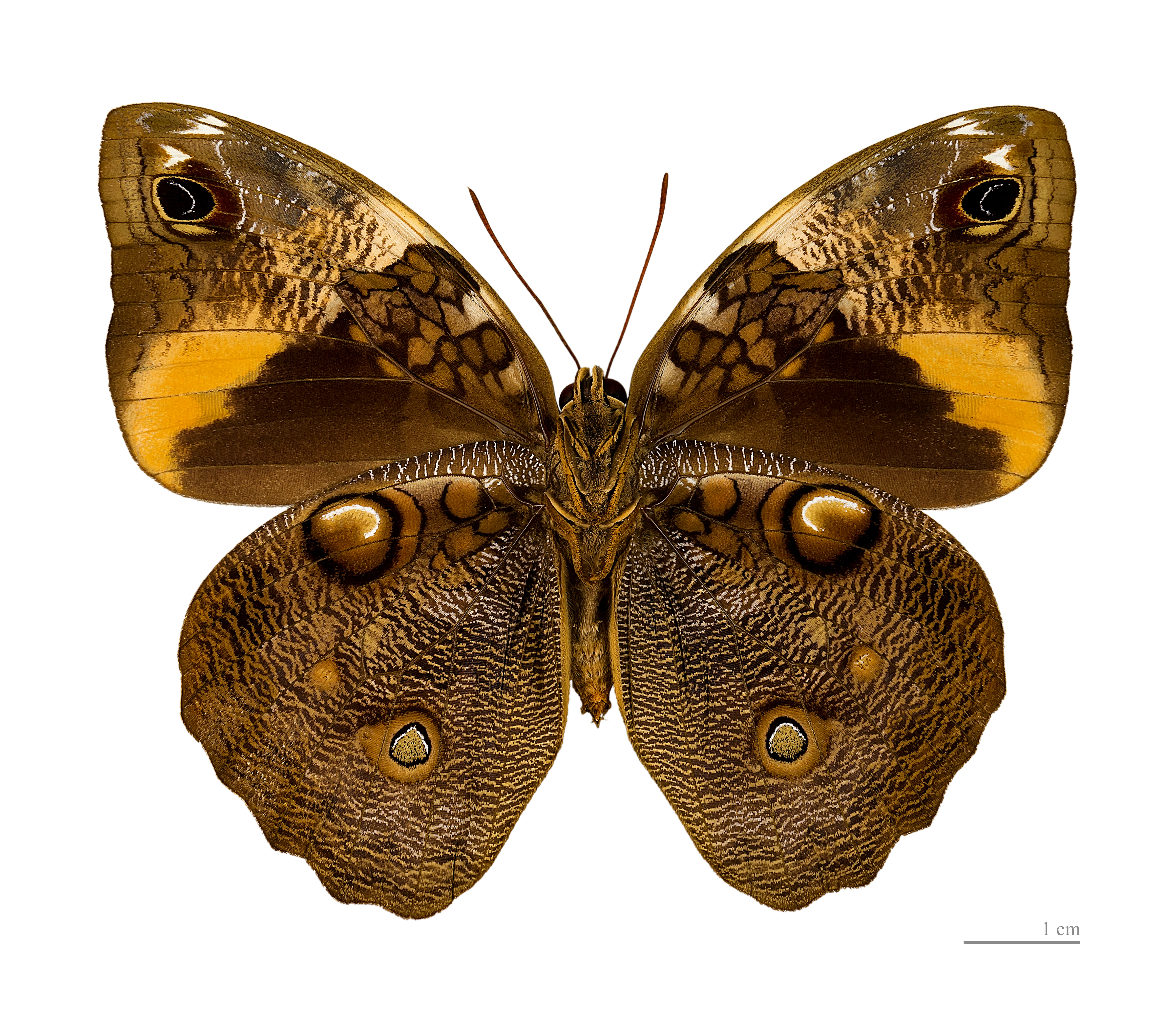
Femelle face ventrale
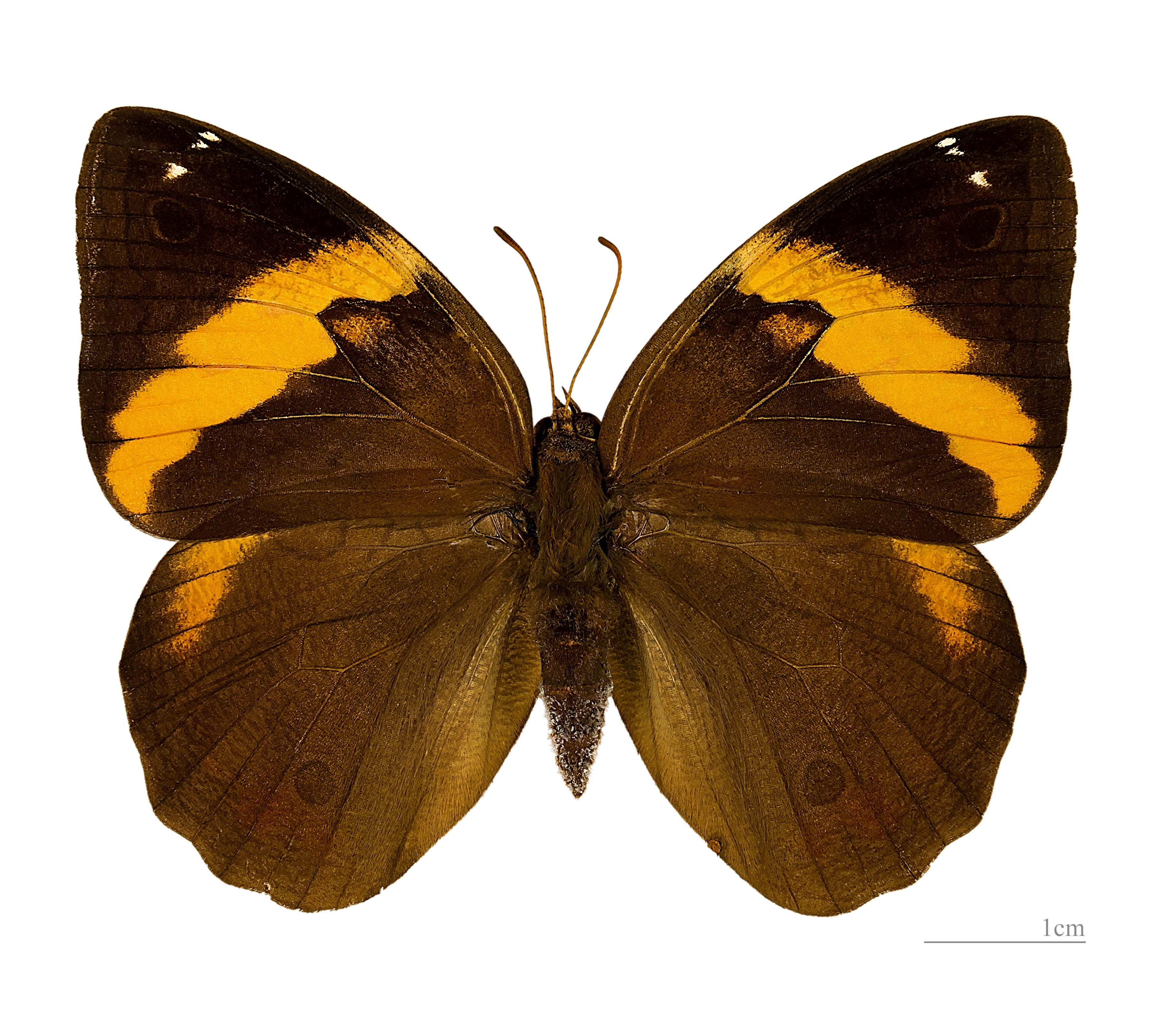
Mâle face dorsale
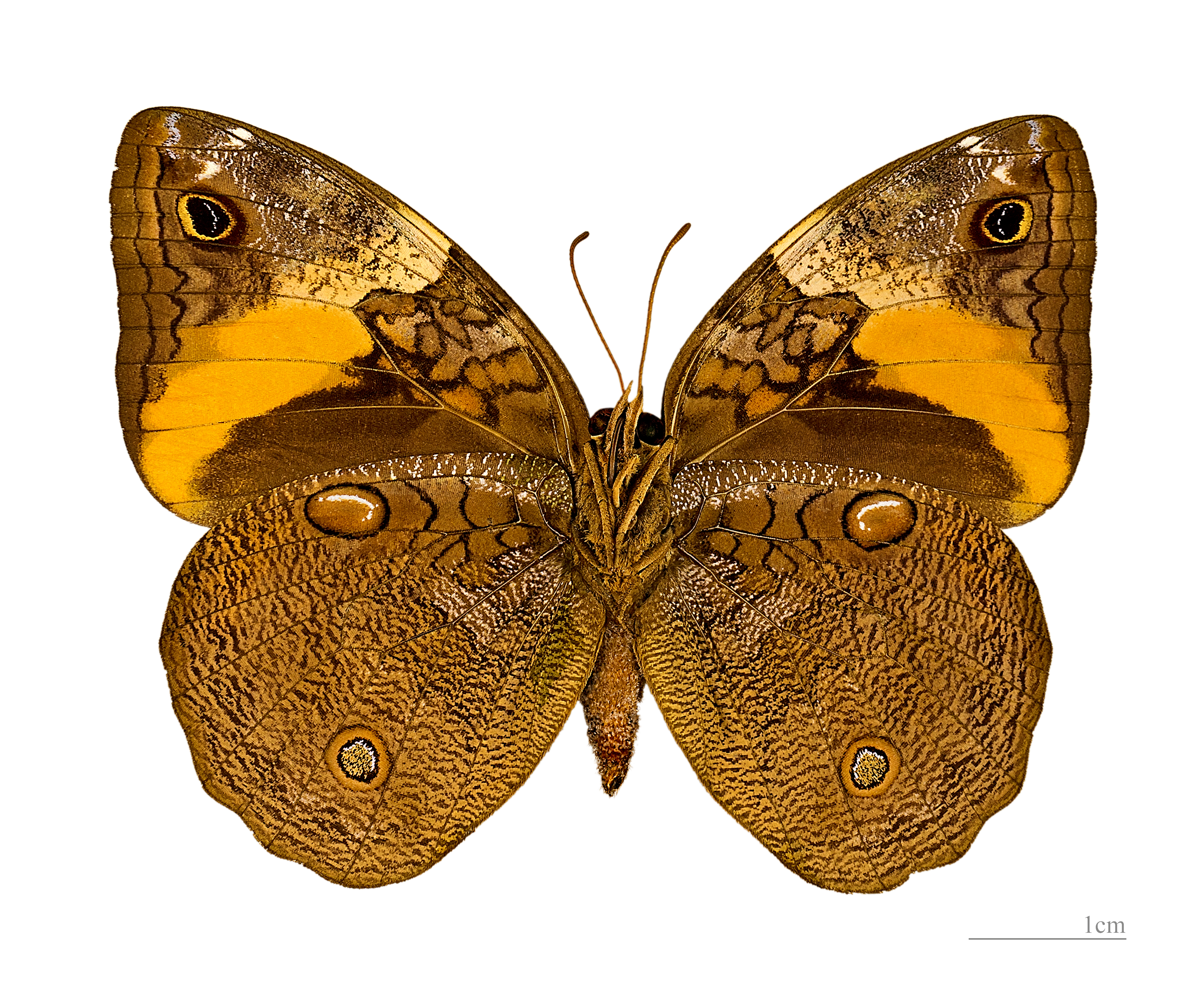
Mâle face ventrale

## Biologie

### Plantes hôtes
Les plantes hôtes de sa chenille sont des Musa dont Musa sapientum.

## Écologie et distribution
Opsiphanes cassiae est présent au Mexique, à Panama, en Colombie, en Équateur, en Bolivie, au Pérou, au Brésil, au Surinam, en Guyana et en Guyane,.

### Biotope
Opsiphanes cassiae réside en forêt tropicale humide, primaire ou secondaire.

### Protection
Pas de statut de protection particulier